# Fujiwara no Mototsune
Fujiwara no Mototsune (藤原 基経, 836 – 25 tháng 2 năm 891), còn được biết đến là  Horikawa Daijin (堀川大臣), là một chính khách, cận thần và quý tộc người Nhật Bản đầu thời kỳ Heian. Ông ấy là Quan Bạch đầu tiên, một nhiếp chính cho Thiên hoàng đã trưởng thành trong lịch sử Nhật Bản.

## Phả hệ
Fujiwara no Mototsune là thành viên của gia tộc Fujiwara, con của Fujiwara no Nagara anh trai của Fujiwara no Yoshifusa. Mototsune được nhận nuôi để làm người thừa kế của  Yoshifusa. Mà Yoshifusa là chú ruột của Mototsune và cũng là cha nuôi.
- Ông ấy lấy con gái của Thân vương Saneyasu (người là con của Thiên hoàng Ninmyō). Họ cùng nhau có những đứa con sau:
  - Fujiwara no Tokihira (時平) (871–909) – Tả đại thần [2]
  - Fujiwara no Nakahira (仲平) (875–945) – Tả đại thần [3]
  - Fujiwara no Tadahira (忠平) (880–949) – Thái chính đại thần, Quan nhiếp chính[4]
  - Fujiwara no Yoriko (頼子) (mất năm 936), phi tần Thiên hoàng Seiwa
  - Fujiwara no Kazuko (佳珠子), phi tần của Thiên hoàng Seiwa
  - Fujiwara no Onshi (穏子) (885–954), chính thất của Thiên hoàng Daigo, mẹ của Thiên hoàng Suzaku và Thiên hoàng Murakami
- Ông ấy cũng lấy Nữ vương Sōshi (操子女王), con gái của Thân vương Tadara (người là con trai của Thiên hoàng Saga). Họ cùng nhau có những đứa con:
  - Fujiwara no Kanehira (兼平) (875–935) – Kunai-Kyō (宮内卿)
  - Fujiwara no Onshi (温子) (872–907), phi tần của Thiên hoàng Uda
- Và những người con khác:
  - Fujiwara no Kamiko (佳美子) (mất năm 898) phi tần của Thiên hoàng Kōkō
  - Fujiwara no Yoshihira (良平)
  - Fujiwara no Shigeko (滋子), được gả cho Minamoto no Yoshiari (con trai của Thiên hoàng Montoku)
  - Con gái không xác định, được gả cho Thân vương Sadamoto (con của Thiên hoàng Seiwa), và là mẹ của Minamoto no Kanetada (源兼忠)